# Microsoft Office Live
Microsoft Office Live is een serie internetgebaseerde services, ontwikkeld voor thuisgebruikers en kleine ondernemingen. De functies van het product zijn: het creëren van een website mogelijk maken en het opslaan en delen van bestanden online. Sinds 2009 bestaat het uit twee delen, Office Live Workspace en Office Live Small Business.

## Office Live Workspace
Office Live Workspace is een gratis service voor het online opslaan en samen gebruiken van documenten. Microsoft zegt dat de service het best geschikt is voor werk, school en thuis, omdat documenten vanaf een andere locatie kunnen worden geopend, zonder dat er een USB-stick of iets dergelijks nodig is. Office Live Workspace is in 25 talen beschikbaar, en het enige wat nodig is, is een geschikte webbrowser en internettoegang. Het gebruik van de Workspace (letterlijk: werkplek) kan beter worden gemaakt door Microsoft Silverlight te installeren, want daarmee kan men meerdere bestanden tegelijk uploaden en samenwerken met anderen met een Workspace.
Om de Workspaces te kunnen openen vanuit Office Word, Excel en PowerPoint, is de Office Live Update nodig, die gratis kan worden gedownload via Microsoft Update. Bestanden kunnen niet worden bewerkt in Office Live Workspace zelf, als iemand op "Bewerken" klikt, wordt Microsoft Office geopend.

### Mogelijkheden
- Online opslaan: Office Live staat de gebruiker toe om tot 5 GB aan informatie te uploaden, in vele bestandstypen. Microsoft zegt dat hierdoor de behoefte aan USB-sticks, cd's en andere fysieke opslagruimtes vervalt.
- Informatie delen: Office Live Workspace is ontworpen zodat computergebruikers verschillende documenten kunnen delen, en samen kunnen werken als een groep. Workspaces zijn beveiligd met een wachtwoord, en gebruikers kunnen kiezen wie de informatie kan zien of aanpassen. Bestanden of Workspaces kunnen worden gedeeld met tot wel 100 mensen.
- Compatibiliteit met software: Office Live Workspace werkt alleen met programma's van Microsoft Office, maar het is ook mogelijk om bestanden van een ander type op de Office Live Workspace op te slaan. Als de Office Live Update is geïnstalleerd, kunnen documenten meteen worden geopend en opgeslagen vanuit Microsoft Office XP, 2003 of 2007. Gebruikers kunnen ook contactpersonen, taken en gebeurtenissen synchroniseren met Outlook 2003 en 2007, en Workspace-lijsten kunnen worden geëxporteerd naar Excel.
- Resources en ondersteuning: Microsoft richtte een ondersteuningswebsite op, waarop de gebruiker onder andere een blog, wiki, hoe?-video's kan vinden, en vragen kan stellen over het gebruik van Office Live Workspace.

### Systeemeisen
- Internettoegang
- Een computer met Windows XP en nieuwer, of Mac OS X 10.2.x en nieuwer.
- Internet Explorer 6 en nieuwer of Firefox 2 en nieuwer.

## Office Live Small Business
Microsoft Office Live Small Business is een service die zo is gemaakt, dat niet-technische internetgebruikers een professioneel-uitziende website kunnen bouwen.

### Mogelijkheden
- Websiteontwerp tools en hosting: Office Live Small Business geeft toegang tot een gratis ontwerptool en sjablonen voor websiteontwerp. Site Designer is een mogelijkheid voor lay-out, kleuren, navigatie en andere elementen. Gebruikers kunnen ook modules, zoals PayPalknoppen, blogs en kalenders aan hun pagina's toevoegen. Ervaren internetgebruikers kunnen ook HTML-codes uploaden om hun website naar hun smaak aan te passen. Microsoft heeft gratis website hosting, en staat tot 5 GB aan ruimte voor de bestanden van de site toe. Extra ruimte kan worden aangeschaft, als de gebruiker de limiet overschrijdt.
- Domeinnaamregistratie en zakelijke e-mail: In Office Live Small Business, kunnen domeinnamen worden uitgekozen. Gebruikers die al een andere provider met een domeinnaam hebben, kunnen deze doorverwijzen naar Office Live Small Business. Tot maximaal 100 domeingebaseerde e-mailaccounts zijn gratis toegestaan. Daarna, kunnen extra e-mailaccounts worden gekocht. Tot 10 juni 2009 was het hebben van een eigen gekozen domeinnaam gratis voor de eerste twaalf maanden. Maar deze promotie is gestopt, en het kost nu geld, $14,95.
- Contact Manager: De Contact Manager (letterlijk: Contactpersonen manager) is ontwikkeld om informatie van de gebruiker te synchroniseren. De data zijn bereikbaar via het web voor hele organisaties.
- Document Manager: Hier kunnen werknemers hun documenten delen, en dat is makkelijker voor het samenwerken.
- Team Workspace: De Team Workspace-applicatie creëert een projectwebsite voor het posten van informatie, om die te delen met thuisgebruikers, werknemers of zakenpartners. Het is bedoeld voor gebruikers om ook vanaf bijvoorbeeld thuis data van hun bedrijf te kunnen bereiken.
- Resources en ondersteuning: Microsoft biedt een website voor ondersteuning aan, die 30 dagen gratis is.
- Veiligheid: De data op de Office Live Small Business-servers worden dagelijks geback-upt.

### Systeemeisen
- Internettoegang
- Een computer met Windows XP en nieuwer, of Mac OS X 10.2.x en nieuwer.
- Internet Explorer 6 en nieuwer of Firefox 2 en nieuwer.